# Dosimetro

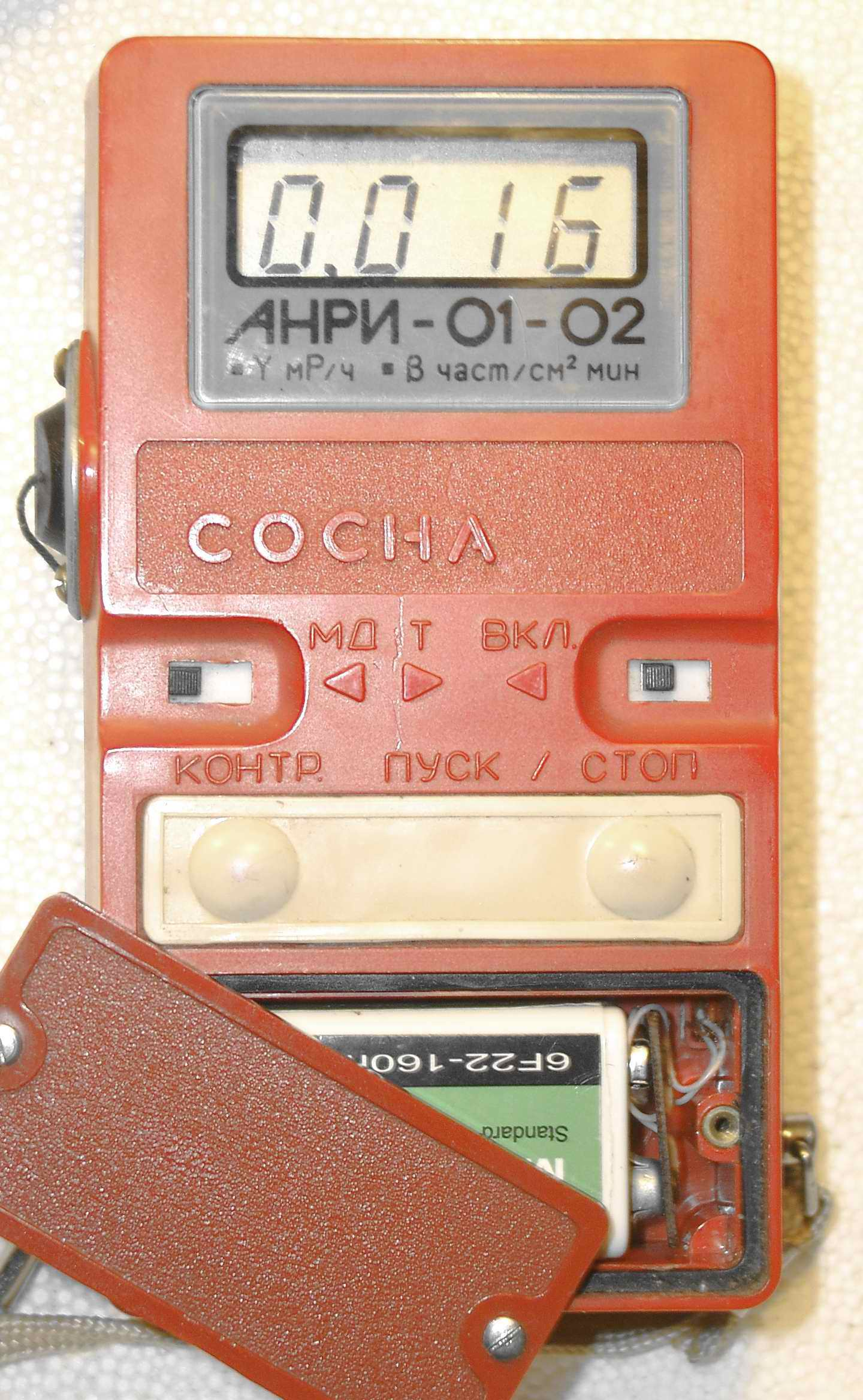

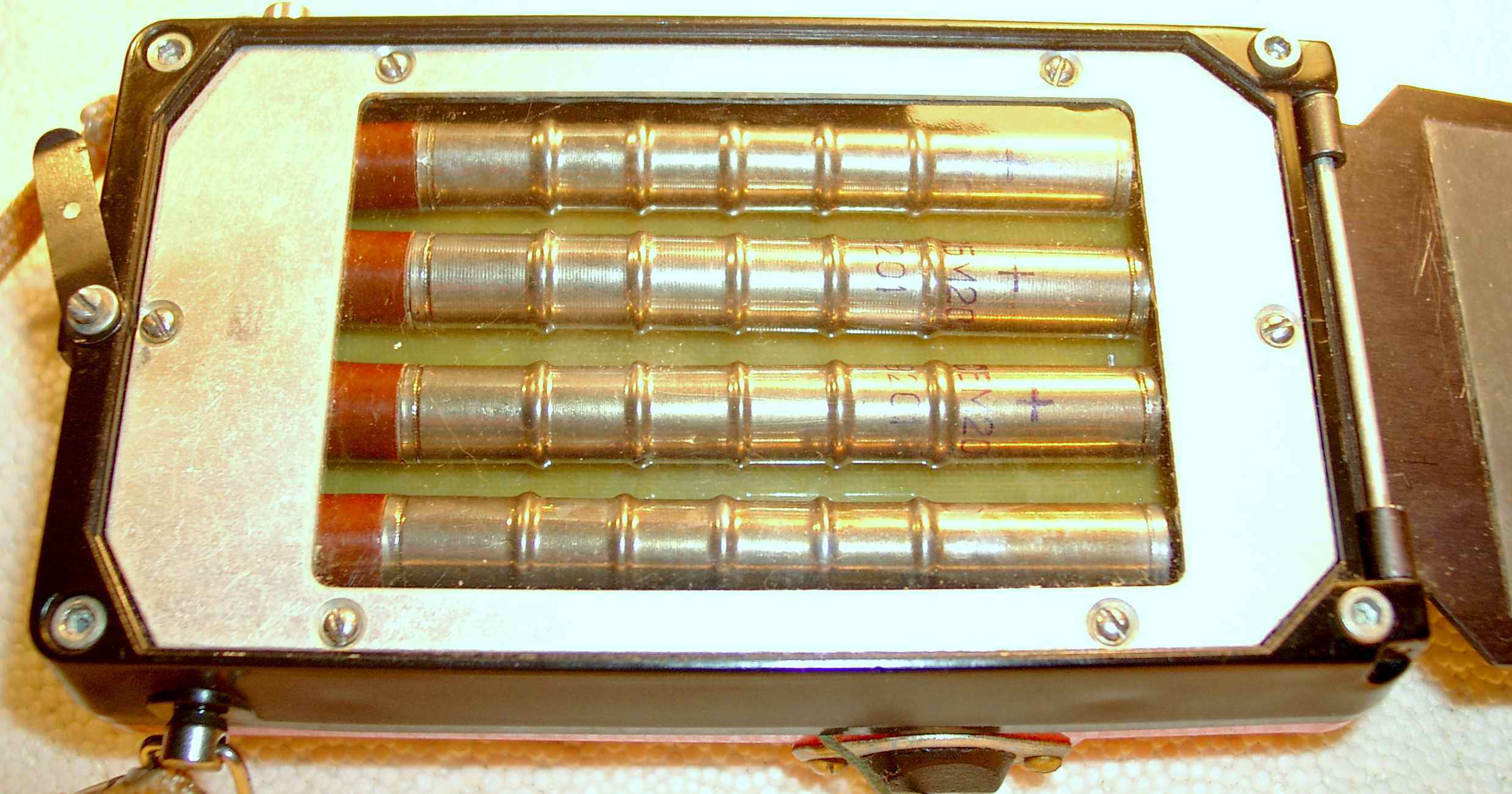

Il dosimetro è un dispositivo usato per determinare l'esposizione individuale alle radiazioni ionizzanti.
I dosimetri esistono per diversi intervalli di misura. In ambito lavorativo civile (radiologia, laboratori, centrali nucleari) la scala arriva a 500 millirem, che è superiore alla dose massima di 360 millirem (3,6 milliSv) prevista negli Stati Uniti.
I dosimetri per uso militare arrivano a 500 rem (5 Sv), pressoché la dose letale.
Esistono dosimetri studiati per determinare l'esposizione ad altre forme di rischio, per esempio il rumore.
Il Dosimetro è più comunemente noto con l'abbreviazione "Doosy", utilizzata spesso tra gli operatori per indicare il dispositivo

## Dosimetro a penna
Come si evince dal nome, il dosimetro a penna è un oggetto simile ad una penna per scrittura, che viene portato agganciato agli indumenti.

È costituito essenzialmente da un tubo Geiger che viene caricato, come un condensatore, con una carica elettrica. In condizioni normali la carica elettrica persiste indefinitamente. Quando il tubo è attraversato da particelle ionizzanti si ha una breve conduzione di elettricità che riduce la carica accumulata (e quindi la tensione) fino a zero. Al tubo è collegato un minuscolo elettroscopio a foglia. Attraverso una lente presente nello strumento è possibile leggere direttamente su una scala graduata la tensione e quindi la dose di radiazioni subita. Il dosimetro deve essere caricato prima di ogni periodo di utilizzo.
Il dispositivo di ricarica è in genere di piccole dimensioni, alimentato a pile e include un sistema di illuminazione che facilita la lettura del valore indicato dal dosimetro prima della ricarica.

In alcune organizzazioni il possesso del ricaricatore è limitato al solo personale sanitario autorizzato, per evitare falsificazioni dei dati.
Un dispositivo molto simile è usato per stimare in modo economico l'intensità delle radiazioni. In pratica viene valutata la velocità di scaricamento del dosimetro in un tempo prefissato dopo la ricarica. Questo tempo può andare da un trentesimo di secondo per contaminazioni elevate a decine di minuti per casi più limitati. Il misuratore è predisposto con due scale di misura tarate in rem per i due periodi di esposizione.

## Dosimetro a film
Una alternativa più economica al dosimetro a penna è il tipo a film o a badge. È costituito da una tessera da indossare (badge) contenente un pezzo di pellicola fotografica sensibile al tipo di radiazione che si vuole misurare. La sua esposizione provoca l'impressione della pellicola, che viene periodicamente rimossa, sviluppata e sostituita con una nuova. Il numero di tracce rilevate sulla pellicola dopo il suo sviluppo è correlata alla dose di radiazione assorbita.

## Dosimetro a termoluminescenza
Tipicamente utilizzato come dosimetro personale da parte dei tecnici sanitari di radiologia medica è il dosimetro a termoluminescenza, consistente in un piccolo contenitore di plastica contenente cristalli di fluoruro di litio o di altre sostanze chimiche dotate di simili proprietà di termoluminescenza. Quando un cristallo di fluoruro di litio viene colpito da radiazioni ionizzanti, si eccita e fa passare i propri elettroni ad un livello energetico superiore; successivamente, quando viene riscaldato, il fluoruro di litio fa sì che gli elettroni ritornino al livello di partenza, emettendo fotoni sotto forma di luce visibile. La quantità di luce emessa è proporzionale alla dose di radiazioni assorbita dal dosimetro, e pertanto consente una misurazione periodica della stessa a norma di legge.